# Charron (Creuse)
Charron ist eine Gemeinde in der Region Nouvelle-Aquitaine in Frankreich. Sie gehört zum Département Creuse, zum Arrondissement Aubusson und zum Kanton Auzances. 

## Lage
Charron ist die östlichste Gemeinde im Département Creuse. Sie liegt am Flüsschen Pampeluze und grenzt im Norden an Fontanières, im Nordosten an Château-sur-Cher, im Osten an Saint-Maurice-près-Pionsat und Vergheas, im Südosten an Charensat, im Südwesten an Dontreix und im Westen an Auzances und Rougnat.

## Bevölkerungsentwicklung
| Jahr      | 1962 | 1968 | 1975 | 1982 | 1990 | 1999 | 2012 |
| --------- | ---- | ---- | ---- | ---- | ---- | ---- | ---- |
| Einwohner | 514  | 469  | 405  | 349  | 281  | 226  | 218  |

## Sehenswürdigkeiten

Kirche Saint-Martin

- Kirche Saint-Martin